# Murakeresztúr
Murakeresztúr is een plaats (község) en gemeente in het Hongaarse comitaat Zala. Murakeresztúr telt 1975 inwoners (2001).